# Augustin Ndindiliyimana
Augustin Ndindiliyimana   (Butare, 15 d'abril de 1943) és un antic general de Ruanda i cap de la Gendarmeria Nacional de Ruanda. Va ser condemnat per genocidi pel Tribunal Penal Internacional per a Ruanda, però va ser absolt pel mateix tribunal després de la seva apel·lació.

## Antecedents

### Servei militar
Ndindiliyimana va néixer a la comuna de Nyaruhengeri en la Província de Butare. Es va incorporar a l'exèrcit el 1966 i es va inscriure a l'acadèmia militar i després de la seva graduació el 1968 va assistir al Reial Alt Institut de Defensa a Brussel·les de 1971 i 1974. Quan Ndindiliyimana va tornar, se li va assignar a treballar al centre d'entrenament bàsic de Kanombe i, mentre estava allí, va ajudar a establir el Batalló Para Comando el 1975 i va servir com a director d'intel·ligència i formació de la unitat. El 1977 va ser transferit a l' École Supérieure Militaire, on impartia cursos i comandava un grup d'alumnes. Posteriorment, el 1979 va ser transferit a la Caserna General de l'exèrcit ruandès i es va convertir en el cap de personal de l'Estat Major i va ser l'encarregat de reclutar oficials sènior, junior i no comissionat, així com allistar soldats fins a 1982. Ndindiliyimana va passar per les files de l'Exèrcit de Rwanda com a comandant, després tinent coronel i finalment coronel.

### Servei civil
Juntament amb els seus deures militars, Ndindiliyimana va servir en nombrosos càrrecs ministerials al govern de Ruanda a partir de febrer de 1982, quan va ser nomenat Ministre de Joventut i Esports. Després de ser nomenat ministre de Transport i Comunicació 1990 i Ministre a la Presidència per a la Defensa i Afers de Seguretat el 1991 i va acabar de servir com a Ministre de Defensa des de desembre de 1991 fins a abril de 1992. També va ser elegit president del Comitè Olímpic de Ruanda l'any 1992 i va servir fins a març de 1994. Juntament amb aquest rol el 1993, va ser seleccionat com a secretari de la Zona 4 del Comitè Olímpic Internacional responsable de les zones d'Àfrica Central i Occidental.

### Servei de gendarmeria
Al juny de 1992 va ser nomenat Cap de Gabinet de la Gendarmeria Nacional. Després del seu nomenament, va començar a reconstruir l'estructura de comandament de l'organització, revisant la capacitat de la Gendarmeria i, el juny de 1993, va escriure un informe sobre la integració del Front Patriòtic Ruandès a la Gendarmeria. L'1 de gener de 1994 va ser ascendit al rang de General de Divisió en virtut de les disposicions dels acords d'Arusha. El 7 d'abril de 1994 després de l'assassinat del president de Ruanda, Ndindiliyimana es va convertir en membre del Comitè de Crisis, que estava format per alguns líders de les Forces Armades de Ruanda, però va acabar el 9 d'abril després de la restauració del govern civil.

### Post-Gendarmeria
Durant el mig del genocidi el 5 de juny de 1994, Ndindiliyimana va ser reemplaçat com a Cap d'Estat Major de la Gendarmeria i va ser nomenat ambaixador a Alemanya. El 17 de juny de 1994, es va dirigir a Ruanda pel Zaire en direcció a Bèlgica, on arribaria entre el 1 i el 2 de juliol de 1994. Alguns militars de l'exèrcit belga van ajudar a viatjar a Ndindiliyimana i eventualment va arribar a Bèlgica i va obtenir estatus de refugiat temporal. El 1996 la Comissió Belga de Refugiats va negar la seva sol·licitud oficial d'asil a causa de "serioses raons per pensar que el subjecte va cometre crims contra la humanitat", però la sentència va ser revocada dos anys després per un panell de revisió. Ndindiliyimana va viure a Bèlgica fins a la seva acusació i detenció l'any 2000.

## Paper durant el genocidi
Ndindiliyimana va ser acusat i absolt pel Tribunal Penal Internacional per a Ruanda (TPIR) de conspirar amb altres oficials ruandesos d'alt nivell per planificar la logística del genocidi ruandès. També va ser acusat i absolt del càrrec que, a principis d'abril de 1994, va informar als líders "interahamwe" d'un pla del comandant de la força UNAMIR Roméo Dallaire per cercar un amagatall d'armes, un amagatall que mai va existir.
Després de la mort de Juvénal Habyarimana, Ndindiliyimana va ser un dels alts funcionaris ruandesos per servir al Comitè de Crisi, juntament amb Théoneste Bagosora i Tharcisse Renzaho que només va durar dos dies. Els jutges del TPIR van trobar que el seu paper en el Comitè era positiu i que sempre va tractar d'aconseguir una resolució pacífica del conflicte.
Ndindiliyimana s'esmenta amb freqüència en la crònica de Roméo Dallaire aleshores comandant de la força d'UNAMIR. Dallaire escriu que sempre havia considerat les seves lleialtats [de Ndindiliyimana] un enigma i inicialment va suposar que representava una veu moderada al comitè de crisi. Dallaire va admetre en el judici que la raó per la qual va considerar Ndindiliyimana un enigma perquè esperava que Ndindilyimana organitzés un cop d'estat contra el govern, però el cop d'estat mai va tenir lloc com esperava Dallaire. El general Dallaire va declarar en nom seu en el seu judici i va declarar que Ndindiliyimana estava essencialment despullat del seu comandament a partir del 7 d'abril de 1994 i que va treballar amb Dallaire durant tota la guerra per intentar aturar els assassinats i protegir els civils.
En la seva autobiografia, Paul Rusesabagina diu que Ndindiliyimana era més moderat i que no semblava aprovar del tot el genocidi. També assenyala que Ndindiliyimana va ser responsable del desmantellament d'un desviament potencialment desastrós davant l'Hôtel des Mille Collines. De fet, l'evidència en el judici era que els gendarmes de Ndindiliyimana inicialment protegien tutsis a l'Hotel Milles Collines, assistits més tard, a petició de Ndindiliyimana, per unitats de la UNAMIR. L'afirmació de Rusesabagina de protegir tutsis a l'hotel no té fonament. Alison Desforges va declarar en el seu judici el novembre de 2006 que Ndindiliyimana es va oposar al genocidi, va actuar per frenar els assassinats i es va veure amenaçat perquè tenia oficials tutsis i homes en la seva escorta de protecció. Les transcripcions d'aquests testimonis estan disponibles pel seu advocat, Christopher Black de Toronto, Canadà i al TPIR.

## Arrest i judici

### Acusació i arrest
El 28 de gener del 2000, el Tribunal Penal Internacional per a Ruanda va dictar una acusació contra Ndindiliyimana juntament amb altres tres militars ruandesos, Augustin Bizimungu, François-Xavier Nzuwonemeye, i Innocent Sagahutu, acusant Ndindiliyimana de conspiració per cometre genocidi, genocidi, complicitat en el genocidi, assassinat com a crim contra la humanitat, assassinat com a delicte contra la humanitat, extermini com a delicte contra la humanitat, persecució per motius polítics, racials o religiosos com a crim contra la humanitat ", altres actes inhumans com a delicte contra la humanitat" i diversos crims de guerra. En la seva acusació, els fiscals van al·legar que Ndindiliyimana va tenir un paper central en l'elaboració d'un pla per exterminar la població tutsi així com els opositors polítics del govern hutu juntament amb ordenar massacres i crims contra la humanitat específics sobre la població tutsi. Al costat d'aquestes al·legacions, van al·legar que Ndindiliyimana era còmplice en l'assassinat de la primer ministre de Ruanda, Agathe Uwilingiyimana, per haver estat conscient que els soldats belgues i ghaneses que la protegien estaven sent colpejats i després executats pels soldats ruandesos però no haver fet res per aturar-lo.
Després de l'acusació va ser arrestat a Bèlgica el 29 de gener del 2000 i lliurat a la custòdia del TPIR a Arusha, Tanzània. Va ser defensat per l'advocat canadenc advocat Christopher Black.

### Convicció
El 29 de gener de 2000 va ser arrestat a Bèlgica i lliurat a custòdia del TPIR a Arusha, Tanzània. Va ser defensat per l'advocat canadenc canadenc Christopher Black.

### Absolució
L'11 de febrer de 2014 va ser absolt de tots els altres càrrecs de cometre genocidi, crims contra la humanitat i crims de guerra, encara que els jutges de la Sala d'Apel·lació van descobrir que era molt dubtós que els gendarmes estiguessin involucrats en la parròquia de Kansi. El judici el TPIR va reconèixer el "suport consistent de Ndindiliyimana als Acords d'Arusha i la resolució pacífica del conflicte entre les forces governamentals de Ruanda i el Front Patriòtic Ruandès, la seva oposició a les massacres a Ruanda. I el fet que havia salvat la vida de molts tutsis. El Tribunal també va considerar que la seva detenció i acusació semblava motivada políticament. Havia estat detingut durant onze anys abans de la sentència. El TPIR va ordenar el seu alliberament però Ndindiliyimana no va poder tornar a Bèlgica i es va veure obligat a romandre en una casa de seguretat de l'ONU a Arusha, Tanzània. A finals de setembre de 2014, el govern belga va permetre que tornés a Bèlgica amb de la seva família després de gairebé 15 anys de detenció a Tanzània.